# Sylwerynów
Sylwerynów – wieś w Polsce położona w województwie łódzkim, w powiecie opoczyńskim, w gminie Paradyż, stanowiąca odrębne sołectwo. W latach 1975–1998 miejscowość administracyjnie należała do województwa piotrkowskiego.
Wieś składa się z dwóch osad, Sylwerynowa i Piasków Sylwerynowskich (leżących od Sylwerynowa w odległości ok. 600-800 metrów na południowy wschód-wschód – SEE). We wsi jest 29 domostw, z czego 5 znajduje się w Piaskach. W październiku 2007 roku miejscowość była zamieszkana przez ponad 90 osób, a na początku lat 90. przez ok. 150. Do początku lat 90. we wsi Sylwerynów (przy drodze z tej miejscowości do Paradyża) znajdowało się Kółko Rolnicze (obecnie majątek dawnego Kółka Rolniczego jest własnością prywatną, w której znajduje się m.in. sala weselna).
We wsi znajduje się figurka przydrożna, która została wybudowana w pierwszych latach XX wieku. Zlokalizowana ona jest na początku wsi od strony wschodniej (przy drodze biegnącej z Paradyża do Stanisławowa).
Wierni Kościoła rzymskokatolickiego należą do parafii  Przemienienia Pańskiego w Wielkiej Woli.